# Asterella saccata
Asterella saccata là một loài rêu trong họ Aytoniaceae. Loài này được Wahlenb. A. Evans mô tả khoa học đầu tiên năm 1920.